# П'єр Трюдо
П'єр Е́ліот Трюдо́ (фр. Pierre Elliott Trudeau; 18 жовтня 1919, Монреаль — 28 вересня 2000, Монреаль) — 15-й прем'єр-міністр Канади з 20 квітня 1968 до 3 червня 1979 і з 3 березня 1980 до 30 червня 1984. Раніше — лідер Ліберальної партії Канади.
П'єра Трюдо вважають «батьком» сучасної Канади — зокрема її двомовності, безкоштовної системи медичного забезпечення та політики мультикультуралізму. Корінний квебекуа, він одначе активно боровся проти квебекського сепаратизму: його рішуча позиція з цього питання — це один із чинників, що сприяв поразці сепаратистів під час референдуму 1980 року щодо суверенітету Квебеку.

## Біографія

### Дитинство та студентські роки
П'єр Еліот Трюдо народився 18 жовтня 1919 року в місті Утремон (тепер — частина Монреаля). Його батько, Жозеф Шарль Еміль Трюдо (Joseph Charles Émile Trudeau), був багатим квебецьким бізнесменом. Мати, Грейс Еліот (англ. Grace Elliott), шотландка за походженням, походила із заможної англо-канадської родини. П'єр з дитинства бездоганно володів французькою та англійською мовами.
Здобув освіту в Монреальському університеті, Гарварді, Лондонській школі економіки, Паризькому університеті, де вивчав право, економіку і політологію.
У 1932 році Трюдо вступив до Коледжу Бребеф, елітного франко-канадського навчального закладу. Єзуїти, що заснували коледж 1928 року, виховували учнів у дусі католицизму і квебецького націоналізму. Молодий Трюдо поділяв ці погляди. Зокрема, дослідники Макс і Монік Немні знайшли його записи від 1936 року, де він мріяв, як у 1976 стане «на чолі переможної армії», що здобуде незалежність Квебеку, утворивши католицьку франкомовну державу Він також написав студентську п'єсу, де головним героєм виступав чесний франко-канадський бізнесмен, а антигероєм — підступний випускний «університету Мак Кіл» (натяк на престижний англомовний Університет Макгілла), і сам зіграв головну «негативну» роль.. Посмертні дослідження архіву Трюдо дозволяють припустити, що він ймовірно брав участь у підпільній групі, яка мріяла про повстання з метою перетворення провінції Квебек на франкомовну католицьку державу.
Трюдо не залишав патріотичних і націоналістичних переконань й під час навчання у Монреальському університеті. Чимало його друзів були активістами Канадського народного блоку — націоналістичної франко-каданської партії, що виступала проти призову до війська та проти участі Канади у Другій світовій війні. Добрий оратор, Трюдо виступав на підтримку Блоку і його політики.
Погляди Трюдо почали мінятися під час навчання у Гарварді, Лондонській школі економіки та Паризькому університеті, а також під час його подорожі навколо світу. Познайомившись з новими для себе культурами, реаліями та інтелектуальними течіями, він почав шукати інші концепції справедливості. Це наблизило його до більш лівих течій.
Попри такий «ідеологічний зсув», Трюдо на ціле життя залишився щирим католиком і чи не щонеділі ходив до церкви.
У Гарварді він обрав темою своєї дисертації проблему співвідношення комунізму і християнства. Він став переконаним прихильником кейнсіанської економіки значною мірою завдяки впливу своїх викладачів — Йозефа Шумпетера і Джона Кеннета Ґелбрейта в Гарварді і Гарольда Ласкі в Лондоні. У Парижі на його інтелектуальне становлення також вплинули персоналізм Еммануеля Муньє і книга Бердяєва «Про рабство і свободу людини. Досвід персоналістичної філософії».
У 1951 р. відвідав СРСР, внаслідок чого йому деякий час був заборонений в'їзд у в охоплені духом маккартизму Сполучені Штати. Крім того, в ФБР за особистим розпорядженням Едгара Гувера на нього збиралося досьє. Коли після смерті Трюдо в 2000 році воно було розсекречене, виявилося, що воно являє собою 161-сторінкову справу, в якій трапляються газетні матеріали, які називають Трюдо «радикальним соціалістом» і «канадським Кастро».

### Повернення до Канади
Через ліві симпатії молодого Трюдо йому тричі відмовляли в можливості викладати в Монреальскому університеті за розпорядженням прем'єр-міністра Квебеку Моріса Дюплессі, який відзначався крайнім антикомунізмом. Трюдо виступав із засудженням авторитарних методів і клерикалізму Дюплессі на сторінках журналу «Сіте Лібре». Він відіграв важливу роль у підготовці процесу «Тихої революції», яка обмежила у Квебеку всевладдя католицької церкви і консервативні порядки та внаслідок якої була запроваджена система соціального забезпечення.
У 1961—1965 роках працював ад'юнкт-професором права в Монреальському університеті.

## Політична діяльність
Після повернення 1949 року до Канади почав кар'єру адвоката і профспілкового діяча у Квебеку. У 1949—1951 роках короткий час пропрацював в Оттаві в апараті ліберального прем'єр-міністра Луї Сен-Лорана радником з економіки.
Його популярність як поборника громадянських свобод зросла після участі юрисконсультом ряду профспілок в страйках шахтарів на азбестових кар'єрах у Квебеку в 1949 році. Він відобразив цю подію у виданій в 1956 році книзі «La grève de l'amiante», в якій розглядав страйк як ключову подію Квебецької історії, що поклала початок опору традиційній франкоканадській еліті і англомовній буржуазії, які тривалий час контролювали провінцію. Пізніше узяв участь у кампанії оновлення Ліберальної партії Квебеку, яка в 1960 році перемогла консерваторів на виборах у провінції.
Спочатку, залишаючись при соціал-демократичних цінностях, був близький до ряду інтелектуалів з Федерації кооперативної співдружності (у тому число до Френка Скотта, Юджина Форса, Майкла Олівера і Чарльза Тейлора) в 1950-х роках був членом цієї партії лівого спрямування. Однак, ставши політиком федерального рівня, Трюдо пов'язав свою політичну долю не з заснованою на базі останньої Новою демократичною партією (НДП), а з Ліберальною партією. Це було пов'язано з тим, що Трюдо сумнівався в успішності залучення голосів франко-канадців Томмі Дугласом, а отже, і в можливостях НДП сформувати федеральний уряд. Крім того, у нього були розбіжності з позиціями НДП в питанні існування «двох націй» у Канаді. Трюдо був принциповим прихильником федералізму і противником підігрівання націоналізму серед квебекців, підтримуючи разом з тим ідею автономії для рідної провінції.
На виборах 1963 р. Трюдо ще підтримував недавно організовану Нову демократичну партію, але в 1965 р. вступив до Ліберальної партії разом з двома однодумцями, Жераром Пелетьє і Жаном Маршаном, маючи намір реформувати її зсередини. Навіть вступивши до Ліберальної партії, він продовжував критикувати окремі аспекти політичного курсу ліберального кабінету Лестера Пірсона — наприклад, розміщення в Канаді американських ракет «Бомарк» з ядерними зарядами.
У 1967 році Трюдо став міністром юстиції й генеральним прокурором. Він використовував своє становище як трибуну для дискусії з квебецьким прем'єром Джонсоном, який вимагав надання особливого статусу провінції.

## На посаді прем'єр-міністра
У квітні 1968 року після відставки Пірсона Трюдо був обраний лідером Ліберальної партії голосами 51 % делегатів партійного з'їзду і очолив уряд. Того ж року на федеральних виборах Трюдо протистояли сильні конкуренти — Роберт Стенфілд від консерваторів і Томмі Дуглас від соціалістичної НДП. Однак Ліберальна партія зуміла отримати понад 45 % голосів виборців і абсолютну більшість палати громад, виступає під гаслами «Справедливого суспільства» (в дусі Держави загального добробуту) на хвилі загальної «трюдоманії».
Уряд Трюдо вживав заходів для вирішення квебекського питання: в 1969 році був прийнятий закон про рівність англійської та французької мов на федеральному рівні, який передбачав застосування двомовності в районах, де число мовців другої мови перевищувало 10 %, а також вивчення французької мови чиновниками. Але цей закон не задовольнив квебекських сепаратистів, до того ж ним були незадоволені англомовні провінції, особливо на заході країни.
У результаті радикальний Фронт визволення Квебеку провів ряд терактів і викрадення відомих осіб, зокрема, був викрадений і вбитий міністр праці П'єр Ляпорт. Уряд був змушений ввести воєнний стан і направити до Квебеку війська. Почалися масові арешти, під час яких затримувалися не тільки справжні екстремісти, а й просто «підозрілі» громадяни. Громадянські свободи були обмежені. Надзвичайний стан, введений в результаті «Жовтневої кризи», було відмінено тільки в 1971 році. Сепаратизм був придушений, але в результаті жорстких дій канадського уряду і масових арештів, ідея відділення Квебеку від Канади отримала в провінції багато нових прихильників. В 1980 році сепаратисти організували Референдум щодо відділення Квебеку, але зазнали поразки.
Трюдо був переконаним прихильником соціал-лібералізму, він скасував страти, легалізував аборти, припинив переслідування гомосексуалів, спростив процедури розлучень. Під час значного зростання інфляції і безробіття на рубежі 1960—1970 років — років кабінет Трюдо намагався домогтися стабілізації цін і умовити профспілки стримати вимоги про підвищення зарплати, проте профспілки відмовилися співпрацювати з урядовими легальними комісіями щодо цін і доходів. З іншого боку, кабінет Трюдо здійснив важливі соціальні перетворення, включаючи звільнення від сплати податків осіб з низькими доходами, підвищення пенсій і допомог з врахування інфляції, організації громадських робіт. В умовах економічної кризи 1974—1975 років уряд Трюдо ввів у 1975 році контроль над цінами на ряд продуктів харчування та бензин і доходами, який діяв до 1978 року. З метою забезпечення нового курсу в енергетичній політиці була заснована державна компанія «Петро-Канада» (англ. «Petro-Canada»).
У 1972 році партія Трюдо опинилася в меншості в парламенті, проте завдяки зовнішній підтримці Нової демократичної партії залишалася «урядом меншості». У травні 1974 року недовіра до уряду, висловлена палатою громад у зв'язку з негативним результатом голосування за проект бюджету, привела до чергових виборів, на яких Ліберальна партія отримала 141 з 264 місць у нижній палаті. У підсумку, ліберали перебували при владі аж до поразки на виборах у травні 1979 року. Трюдо вже збирався йти в відставку з внутрішньопартійних постів, але успіх його політичних опонентів був нестійким. У грудні 1979 року Консервативний уряд Джо Кларка зазнав поразки в ході парламентського голосування за бюджет. На виборах у лютому 1980 року Ліберальна партія взяла гору над Прогресивно-Консервативною.
Знову ставши прем'єр-міністром, Трюдо залишався на цій посаді наступні чотири роки. У 1982 року він виступив ініціатором змін у федеральний Конституції з метою покласти край повноваженням британського парламенту. Результатом став Конституційний акт 1982 року, який, будучи затвердженим британським парламентом як складова Акту про Канаду, означав пріоритет канадської Конституції і формально забезпечував повний суверенітет Канади. Зіткнувшись з консервативною опозицією, Трюдо мобілізував лобістські групи на підтримку Хартії прав і свобод, як частини Конституції. Крім того, опозиція, пов'язана з компаніями, які видобували нафту в Західній Канаді, була невдоволена «Національною енергетичною програмою», впроваджуваною урядом Трюдо з метою захистити канадського споживача від різких перепадів світових цін на нафту.
У червні 1984 року Трюдо пішов у відставку з поста прем'єр-міністра і лідера партії, після чого до кінця життя займався юридичною практикою.

## Зовнішня політика
Трюдо проводив сміливу і незалежну зовнішню політику. Наприклад, на Різдво 1969 року, в розпал протестів проти війни США у В'єтнамі прем'єр-міністр, який раніше особисто брав участь в антивоєнних маршах, офіційно зустрівся з відомими противниками цієї агресії — Джоном Ленноном та Йоко Оно.
У 1976 році першим із західних політиків відвідав Кубу, незважаючи на протести американських офіційних осіб. 
У 1971 році здійснив візит до СРСР і приймав у Канаді Олексія Косигіна. Крім того, він розвивав зв'язки з Китайською Народною Республікою, з якою встановив дипломатичні відносини.
У 1970 році була оприлюднена Біла книга «Зовнішня політика для канадців», у якій викладалися основні концепції уряду Трюдо щодо зменшення залежності країни від США у військово-політичному і економічному плані. Трюдо наполовину скоротив канадську участь в НАТО, вивів Канадські війська з «ударних ядерних сил» НАТО в Європі і до 1972 року ліквідував бази американських ракет «Бомарк» на канадській території. У торговельній сфері його уряд прагнув до «третьої альтернативи», яка передбачала, в першу чергу, розширення обороту із Західною Європою.

## Нагороди та визнання
- Компаньйони ордена Канади (1985)
- 1 січня 2004 а Монреальський аеропорт Дорваль був перейменований на його честь.

## Книги
Трюдо є автором книг «Азбестовий страйк» ( La Grve de l'Amiante , 1956), «Два простаки в червоному Китаї» (Deux Innocents en Chine Rouge, 1960), «Федералізм і франко-канадці» (Le Federalisme et la Société canadienne-franaise, 1967); «Шляхи політики» ( Les Chemines de la politique , 1970) та «Бесіди з канадцями» (Conversations with Canadians, 1972). У 1990-х роках Трюдо опублікував свої мемуари, а також кілька книг з проблем квебекського сепаратизму, енергетичної криза і закордонної політики.

## Особисте життя
П'єр Елліот Трюдо мав Репутацію ексцентричної і неординарної особистості, здатної зробити пірует в Букінгемському Палаці за спиною королеви.
Помер Трюдо в Монреалі 28 вересня 2000 року у віці 80 років від раку. Його похорон відвідали такі різні особистості, як екс—президент США Джиммі Картер, лідер Кубинської революції Фідель Кастро, імам мусульманської общини ісмаїлітів-нізаритів Ага-хан IV.

## Сім'я
- Дружина (1971—1984) — Маргарет Трюдо (уроджена Сінклер).
- Діти:
  - Джастін Трюдо (лідер Ліберальної партії з 2013; прем'єр-міністр Канади з 2015; одружений з Софі Грегуар, троє дітей).
  - Александр Трюдо
  - Мішель Трюдо
  - Сара Елізабет Койн